# Brian Skrudland
Brian Norman Skrudland, född 31 juli 1963 i Peace River, är en kanadensisk före detta professionell ishockeyforward som tillbringade 15 säsonger i den nordamerikanska ishockeyligan National Hockey League (NHL), där han spelade för ishockeyorganisationerna Montreal Canadiens, Calgary Flames, Florida Panthers, New York Rangers och Dallas Stars. Han producerade 343 poäng (124 mål och 219 assists) samt drog på sig 1 107 utvisningsminuter på 881 grundspelsmatcher. Han spelade också för Nova Scotia Voyageurs och Canadiens de Sherbrooke i American Hockey League (AHL) och Saskatoon Blades i Western Hockey League (WHL).
Skrudland blev aldrig draftad.
Han vann två Stanley Cup, en med Montreal Canadiens för säsongen 1985–1986 och en med Dallas Stars för säsongen 1998–1999.
Efter karriären var han assisterande tränare för Calgary Flames mellan 2000 och 2003 och arbetat inom Florida Panthers mellan 2010 och 2015.
Skrudland är kusin till den före detta ishockeyspelaren Barry Pederson som spelade fler än 700 matcher i NHL.

## Statistik
| 1980–1981  | Saskatoon Blades        | WHL        | 66  | 15  | 27  | 42  | 97   | —   | —  | —  | —  | —   |
| 1981–1982  | Saskatoon Blades        | WHL        | 71  | 27  | 29  | 56  | 135  | 5   | 0  | 1  | 1  | 2   |
| 1982–1983  | Saskatoon Blades        | WHL        | 71  | 35  | 59  | 94  | 42   | 6   | 1  | 3  | 4  | 19  |
| 1983–1984  | Nova Scotia Voyageurs   | AHL        | 56  | 13  | 12  | 25  | 55   | 12  | 2  | 8  | 10 | 14  |
| 1984–1985  | Canadiens de Sherbrooke | AHL        | 70  | 22  | 28  | 50  | 109  | 17  | 9  | 8  | 17 | 23  |
| 1985–1986  | Montreal Canadiens      | NHL        | 65  | 9   | 13  | 22  | 57   | 20  | 2  | 4  | 6  | 76  |
| 1986–1987  | Montreal Canadiens      | NHL        | 79  | 11  | 17  | 28  | 107  | 14  | 1  | 5  | 6  | 29  |
| 1987–1988  | Montreal Canadiens      | NHL        | 79  | 12  | 24  | 36  | 112  | 11  | 1  | 5  | 6  | 24  |
| 1988–1989  | Montreal Canadiens      | NHL        | 71  | 12  | 29  | 41  | 84   | 21  | 3  | 7  | 10 | 40  |
| 1989–1990  | Montreal Canadiens      | NHL        | 59  | 11  | 31  | 42  | 56   | 11  | 3  | 5  | 8  | 30  |
| 1990–1991  | Montreal Canadiens      | NHL        | 57  | 15  | 19  | 34  | 85   | 13  | 3  | 10 | 13 | 42  |
| 1991–1992  | Montreal Canadiens      | NHL        | 42  | 3   | 3   | 6   | 36   | 11  | 1  | 1  | 2  | 20  |
| 1992–1993  | Montreal Canadiens      | NHL        | 23  | 5   | 3   | 8   | 55   | —   | —  | —  | —  | —   |
|            | Calgary Flames          | NHL        | 16  | 2   | 4   | 6   | 10   | 6   | 0  | 3  | 3  | 12  |
| 1993–1994  | Florida Panthers        | NHL        | 79  | 15  | 25  | 40  | 136  | —   | —  | —  | —  | —   |
| 1994–1995  | Florida Panthers        | NHL        | 47  | 5   | 9   | 14  | 88   | —   | —  | —  | —  | —   |
| 1995–1996  | Florida Panthers        | NHL        | 79  | 7   | 20  | 27  | 129  | 21  | 1  | 3  | 4  | 18  |
| 1996–1997  | Florida Panthers        | NHL        | 51  | 5   | 13  | 18  | 48   | —   | —  | —  | —  | —   |
| 1997–1998  | New York Rangers        | NHL        | 59  | 5   | 6   | 11  | 39   | —   | —  | —  | —  | —   |
|            | Dallas Stars            | NHL        | 13  | 2   | 0   | 2   | 10   | 17  | 0  | 1  | 1  | 16  |
| 1998–1999  | Dallas Stars            | NHL        | 40  | 4   | 1   | 5   | 33   | 19  | 0  | 2  | 2  | 16  |
| 1999–2000  | Dallas Stars            | NHL        | 22  | 1   | 2   | 3   | 22   | —   | —  | —  | —  | —   |
| NHL totalt | NHL totalt              | NHL totalt | 881 | 124 | 219 | 343 | 1107 | 164 | 15 | 46 | 61 | 323 |
| AHL totalt | AHL totalt              | AHL totalt | 126 | 35  | 40  | 75  | 164  | 29  | 11 | 16 | 27 | 37  |
| WHL totalt | WHL totalt              | WHL totalt | 208 | 77  | 115 | 192 | 274  | 11  | 1  | 4  | 5  | 21  |